# 趙成珉
趙 成珉（チョ・ソンミン、韓国語：조성민、1973年4月5日 - 2013年1月6日）は、韓国のプロ野球選手（投手）、野球指導者。ソウル特別市出身。名前は「趙成民」とも表記。

## 経歴
韓国アマ球界のエースとして活躍し、1995年に読売ジャイアンツに契約金1億5000万円の8年契約で入団。1年目は一軍登板がなかったが、2年目の1997年シーズン後半から一軍に昇格。速球とスライダーを武器に抑えとして活躍し、あこがれの宣銅烈とも投げ合うなど徐々に頭角を現す。1998年シーズンは先発に転向し開幕からローテーションの一角に入り、好投しても負ける不運等があったが前半だけで6完投3完封で7勝を挙げエースの座を掴みかけたが、この年のオールスターゲームの登板で右ひじを故障。その後一軍登板できずシーズンを終えた。この怪我以降一転し、不運なプロ野球人生を辿る。
以降は右肘の手術とリハビリなどで、大きな活躍は見せられなくなる。2000年、韓国の人気女優チェ・ジンシル（崔真実）と結婚。2002年5月のヤクルト戦で約2年ぶりの先発勝利をあげたが、その年のオフに契約期間を1年残して退団を申し入れ、球団も了承した。
1998年のオールスター戦での肘の故障以降の低迷の原因は、当時の横浜ベイスターズ監督の権藤博（全セコーチ）のせいだと宝島社『巨人軍タブー事件史』内のインタビュー「憎んで愛したジャイアンツ」の中で語っている。本人によると「権藤に『肘が痛いので交代したい』と日本語で申し出たが、権藤は『こいつ何言ってるんだ』としらを切った」との事である。ヤクルト・野村克也監督（全セ監督）付の広報だった杉村繁は、再度マウンドに登る際に猛然と腕立て伏せをする姿を見て大丈夫だと思った、トレーナー室に入った趙と権藤のやり取りは見ておらず、「謎」としている。。
結局、このケガは右肘炎症と診断されたが、翌1999年の春季キャンプで痛みが引かずにMRI検査を受けたところ、右肘内側側副じん帯の断裂が判明し、手術を受け、その年は一軍・二軍通じ、登板がなかった。
巨人退団後は、韓国プロ野球入りを狙うが交渉に失敗し、オファーはかからなかった。この頃にはチェ・ジンシルとの関係も悪化し、公私共に苦難の日々が続いた。
2003年と2004年に韓国プロ野球にドラフト参加申込書を送付するが全ての球団から拒否された。一時引退し、韓国でシュークリーム（ビアード・パパ）のチェーン店事業を起こすが失敗に終わる。2004年8月には親族への暴力容疑で逮捕された。その後は調停で起訴猶予となり釈放され、チェ・ジンシルとは正式に離婚。
2005年からは韓国で解説者として再び野球に携わっていたが、5月5日にハンファ・イーグルスと契約を交わし、契約金なしの年俸5000万ウォンの条件で3年ぶりに現役復帰した。8月15日に一軍デビュー。4番手投手としてマウンドに上がり、1回1/3イニングを投げ、勝利を挙げた。しかし、2007年10月22日にハンファを戦力外となる。
2008年からは解説者に復帰し、韓国では史上初となる元現役選手の野球エージェントとしての活動も始めた。また母校・高麗大学校のインストラクターなど指導者としての活動も始め、2011年1月斗山ベアーズの二軍リハビリコーチに就任し、翌2012年からは二軍ブルペン担当に変更となったが、同年10月に斗山を退団。
2013年1月6日、ソウル特別市江南区のマンションで、交際女性の家で首をつっている状態で発見され、死亡が確認された。39歳没。直前に交際女性から別れを告げられていたことが判明している。1月中旬には家族などにあてられた遺書が見つかり、解剖の結果から警察により自殺と断定された。

## 論争と疑惑
2002年12月に離婚したいと訴える記者会見を開いた。その場で、自分がなぜチェ・ジンシルと離婚したいと思うかについて、記者団に説明した。その過程で自分が不倫を犯したという疑いを受けているという事実も明らかにしたが、その時に不倫相手と疑われた女性について言及し、男女の仲ではなく、「共同経営者の友人としての関係」と話した。
2002年8月と10月、事業投資資金の名目で、チェ・ジンシルの母とその弟から借金をした。2002年12月の記者会見後は、その借金に関して贈与だと主張し始めた。これに対して2億ウォンの貸付金返還請求訴訟を起こされた。2004年8月、裁判所は成珉に合わせて1億8750万ウォンを賠償するよう判決を下した。
元妻のチェ・ジンシルも2008年10月2日に自殺している。

## 詳細情報

### 年度別投手成績
| 年 度    | 球 団    | 登 板 | 先 発 | 完 投 | 完 封 | 無 四 球 | 勝 利 | 敗 戦 | セ 丨 ブ | ホ 丨 ル ド | 勝 率 | 打 者 | 投 球 回 | 被 安 打 | 被 本 塁 打 | 与 四 球 | 敬 遠 | 与 死 球 | 奪 三 振 | 暴 投 | ボ 丨 ク | 失 点 | 自 責 点 | 防 御 率 | W H I P |
| -------- | -------- | ----- | ----- | ----- | ----- | -------- | ----- | ----- | -------- | ----------- | ----- | ----- | -------- | -------- | ----------- | -------- | ----- | -------- | -------- | ----- | -------- | ----- | -------- | -------- | ------- |
| 1997     | 巨人     | 22    | 0     | 0     | 0     | 0        | 1     | 2     | 11       | --          | .333  | 111   | 28.0     | 16       | 1           | 13       | 0     | 1        | 30       | 2     | 0        | 10    | 9        | 2.89     | 1.04    |
| 1998     | 巨人     | 15    | 15    | 6     | 3     | 1        | 7     | 6     | 0        | --          | .538  | 433   | 104.2    | 96       | 4           | 34       | 0     | 4        | 83       | 2     | 2        | 36    | 32       | 2.75     | 1.24    |
| 2000     | 巨人     | 10    | 1     | 0     | 0     | 0        | 1     | 2     | 0        | --          | .333  | 64    | 14.0     | 20       | 2           | 5        | 1     | 0        | 9        | 0     | 0        | 9     | 6        | 3.86     | 1.79    |
| 2002     | 巨人     | 6     | 1     | 0     | 0     | 0        | 2     | 0     | 0        | --          | 1.000 | 49    | 11.2     | 12       | 1           | 2        | 0     | 0        | 5        | 0     | 0        | 3     | 3        | 2.31     | 1.20    |
| 2005     | ハンファ | 16    | 0     | 0     | 0     | --       | 2     | 2     | 0        | 4           | .500  | 101   | 19.1     | 30       | 1           | 9        | 0     | 6        | 8        | 0     | 0        | 15    | 14       | 6.52     | 2.02    |
| 2006     | ハンファ | 7     | 0     | 0     | 0     | --       | 0     | 0     | 0        | 0           | ----  | 39    | 6.2      | 12       | 1           | 6        | 0     | 0        | 4        | 0     | 0        | 6     | 5        | 6.75     | 2.70    |
| 2007     | ハンファ | 12    | 8     | 0     | 0     | 0        | 1     | 2     | 0        | 0           | .333  | 191   | 43.0     | 41       | 3           | 19       | 2     | 5        | 18       | 0     | 0        | 23    | 20       | 4.19     | 1.40    |
| NPB：4年 | NPB：4年 | 53    | 17    | 6     | 3     | 1        | 11    | 10    | 11       | --          | .524  | 657   | 158.1    | 144      | 8           | 54       | 1     | 5        | 127      | 4     | 2        | 58    | 50       | 2.84     | 1.25    |
| KBO：3年 | KBO：3年 | 35    | 8     | 0     | 0     | 0        | 3     | 4     | 0        | 4           | .429  | 331   | 69.0     | 83       | 5           | 34       | 2     | 11       | 30       | 0     | 0        | 44    | 39       | 5.09     | 1.70    |

### 記録
NPB投手記録
- 初登板：1997年7月5日、対阪神タイガース15回戦（阪神甲子園球場）、8回裏に2番手として救援登板・完了、2回1失点
- 初奪三振：同上、9回裏にリード・シークリストから
- 初セーブ：1997年7月9日、対中日ドラゴンズ16回戦（札幌市円山球場）、9回表に2番手として救援登板・完了、1回無失点
- 初勝利：1997年8月5日、対ヤクルトスワローズ19回戦（大阪ドーム）、8回表に5番手として救援登板・完了、2回無失点
- 初先発登板・初先発勝利：1998年4月8日、対広島東洋カープ2回戦（東京ドーム）、7回3失点
- 初完投勝利・初完封勝利：1998年5月2日、対ヤクルトスワローズ4回戦（東京ドーム）

NPB打撃記録
- 初打点：1997年7月30日、対広島東洋カープ16回戦（東京ドーム）、8回裏に若林隆信から中犠飛
- 初安打：1997年9月20日、対広島東洋カープ24回戦（広島市民球場）、9回表にフェリックス・ペルドモから右前安打

NPBその他の記録
- オールスターゲーム出場：1回 （1998年）

### 背番号
- 51（1996年 - 1997年）
- 21（1998年 - 2002年）
- 99（2005年）
- 1（2006年 - 2007年）
- 86（2011年 - 2012年）

## 関連文献
- 菅野朋子「あまりに悲劇的な趙成珉の人生」『新潮45』第32巻第3号、新潮社、2013年3月、166-173頁。